# Недељко Чабриновић
Недељко Чабриновић (Сарајево, 20. јануар/1. фебруар 1895 — Терезијенштат, 23. јануар 1916) био је младобосанац и учесник у атентату на аустроугарског престолонаследника Франца Фердинанда.

## Биографија
Недељко је рођен као најстарије дијете у породици. Отац Васо је био власник кафане у Сарајеву и имао је деветоро дјеце из два брака.
Као штампарски радник (типограф) учествовао је у штрајку штампарских радника 1912. године, па су га власти протјерале из Сарајева. Радио је у штампаријама у Сремским Карловцима, Шиду, Трсту и Београду.
Под утицајем српских побједа у балканским ратовима, прихватио је идеје југословенске националне револуционарне омладине и индивидуални терор као метод политичке борбе. Сарајевски чланови напредне националне омладине послали му у Београд исјечак из Хрватског дневника од 17. марта 1914. са вијешћу о доласку аустроугарског престолонасљедника Франца Фердинанда на војне маневре у Босну. Када је примио тај исјечак Чабриновић се договорио са Гаврилом Принципом и Трифком Грабежом о мјесту и времену атентата.
На Видовдан 28. јуна 1914. године, Чабриновић је у Сарајеву низводно од моста Ћумурија бацио бомбу на кола у којима се возио Франц Фердинанд, али атентат није успио. Осуђен је као малољетник на 20 година строгог затвора. Умро је у затвору у Терезијенштату у данашњој Чешкој Републици.
Његова мајка је са осталом дјецом отјерана у логор Жегара код Босанске Крупе. Недељков отац био је затворен у Требињу до краја рата, а бабу су му објесили без суђења.